# Lekkoatletyka na Letnich Igrzyskach Olimpijskich 1988 – sztafeta 4 × 100 m mężczyzn
Sztafetę 4 × 100 metrów mężczyzn podczas XXIV Letnich Igrzysk Olimpijskich w Seulu rozegrano 30 września (eliminacje) i 1 października 1988 (półfinały i finał) na Stadionie Olimpijskim. Zwycięzcą została sztafeta Związku Radzieckiego, która biegła w składzie: Wiktor Bryzhin, Władimir Kryłow, Władimir Murawjow i Witalij Sawin. Faworyzowana sztafeta Stanów Zjednoczonych została zdyskwalifikowana w eliminacjach za przekroczenie strefy zmian.

## Rekordy
|                   | Reprezentacja     | Zawodnicy                                       | Czas  | Data                  | Miejsce     |
| ----------------- | ----------------- | ----------------------------------------------- | ----- | --------------------- | ----------- |
| Rekord świata     | Stany Zjednoczone | Sam Graddy, Ron Brown, Calvin Smith, Carl Lewis | 37,83 | 11 sierpnia 1984(dts) | Los Angeles |
| Rekord olimpijski | Stany Zjednoczone | Sam Graddy, Ron Brown, Calvin Smith, Carl Lewis | 37,83 | 11 sierpnia 1984(dts) | Los Angeles |

## Wyniki
| Poz. - pozycja |
| – rekord świata \| – rekord krajowy \| – rekord życiowy \| = – wyrównany rekord życiowy \| · – najlepszy wynik w sezonie \| = – wyrównany najlepszy wynik w sezonie \| – rekord olimpijski |
| Fn – falstart \| DNF – nie ukończyła \| DNS – nie wystartowała \| DSQ – zdyskwalifikowana                                                                                                  |

### Eliminacje
30 sztafet przystąpiło do biegów eliminacyjnych. Rozegrano cztery biegi. Do półfinałów awansowały po trzy najlepsze sztafety w każdym biegu (Q) oraz cztery z najlepszymi czasami spośród pozostałych (q).

#### Bieg 1
| Poz. | Państwo          | Zawodnicy                                                                | Rezultat | Uwagi |
| ---- | ---------------- | ------------------------------------------------------------------------ | -------- | ----- |
| 1    | Francja          | Bruno Marie-Rose, Daniel Sangouma, Gilles Quénéhervé, Max Morinière      | 38,87    | Q     |
| 2    | Nigeria          | Victor Edet, Davidson Ezinwa, Abdullahi Tetengi, Olatunji Olobia         | 39,15    | Q     |
| 3    | Włochy           | Ezio Madonia, Sandro Floris, Pierfrancesco Pavoni, Stefano Tilli         | 39,20    | Q     |
| 4    | Korea Południowa | Seong Nak-gun, Sim Deok-seop, Kim Bok-seop, Jang Jae-keun                | 39,61    | q     |
| 5    | Chińskie Tajpej  | Cheng Hsin-fu, Lee Shiunn-long, Nai Hui-fang, Wu Chin-jing               | 40,40    |       |
| 6    | Uganda           | Moses Musonge, Joseph Ssali, John Goville, Mike Okot                     | 41,39    |       |
| 7    | Malediwy         | Ismail Asif Waheed, Ibrahim Manik, Abdul Razzak Aboobakur, Mohamed Hanim | 44,31    |       |

#### Bieg 2
| Poz. | Państwo   | Zawodnicy                                                                      | Rezultat | Uwagi |
| ---- | --------- | ------------------------------------------------------------------------------ | -------- | ----- |
| 1    | ZSRR      | Władimir Kryłow, Władimir Murawjow, Wiktor Bryzhin, Witalij Sawin              | 38,82    | Q     |
| 2    | RFN       | Christian Haas, Fritz Heer, Peter Klein, Dirk Schweisfurth                     | 39,01    | Q     |
| 3    | Ghana     | Eric Akogyiram, Salaam Gariba, John Myles-Mills, Emmanuel Tuffour              | 39,13    | Q     |
| 4    | Chiny     | Cai Jianming, Li Feng, Li Tao, Zheng Chen                                      | 39,67    | q     |
| 5    | Katar     | Rashid Sheban Marzouk, Faraj Saad Marzouk, Saad Muftah Al-Kuwari, Talal Mansur | 40,05    | q     |
| 6    | Kongo     | Armand Biniakounou, Hygien-Nicaise Lombocko, Henri Ndinga, Pierre Ndinga       | 41,26    |       |
| –    | Senegal   | Joseph Diaz, Amadou M’Baye, Babacar Pouye, Ibrahima Tamba                      | DSQ      |       |
| –    | Indonezja | Mardi Lestari, Kresno Eko Pambudi, Elieser Wattebosi, Mohamed Yusuf            | DNF      |       |

#### Bieg 3
| Poz. | Państwo           | Zawodnicy                                                                 | Rezultat | Uwagi |
| ---- | ----------------- | ------------------------------------------------------------------------- | -------- | ----- |
| 1    | Kanada            | Andrew Mowatt, Atlee Mahorn, Desai Williams, Brian Morrison               | 39,41    | Q     |
| 2    | Jamajka           | Christopher Faulknor, Greg Meghoo, John Mair, Clive Wright                | 39,53    | Q     |
| 3    | Japonia           | Kaoru Matsubara, Shinji Aoto, Koji Kurihara, Takahiko Kasahara            | 39,70    | Q     |
| 4    | Kenia             | Elkana Nyangau, Kennedy Ondiek, Simeon Kipkemboi, Peter Wekesa            | 40,30    | q     |
| 5    | Tajlandia         | Supas Tiprod, Visut Watanasin, Anuwat Sermsiri, Chainarong Wangganon      | 40,57    |       |
| 6    | Antigua i Barbuda | St. Clair Soleyne, Alfred Browne, Howard Lindsay, Larry Miller            | 41,18    |       |
| 7    | Sierra Leone      | Francis Keita, Horace Dove-Edwin, Benjamin Grant, Felix Sandy             | 41,19    |       |
| –    | Hiszpania         | Florencio Gascón, Enrique Talavera, Valentín Rocandio, José Javier Arqués | DNF      |       |

#### Bieg 4
| Poz. | Państwo           | Zawodnicy                                                                            | Rezultat | Uwagi |
| ---- | ----------------- | ------------------------------------------------------------------------------------ | -------- | ----- |
| 1    | Węgry             | György Bakos, László Karaffa, István Tatár, Attila Kovács                            | 39,12    | Q     |
| 2    | Wielka Brytania   | Elliot Bunney, John Regis, Mike McFarlane, Clarence Callender                        | 39,17    | Q     |
| 3    | Portugalia        | Arnaldo Abrantes, Pedro Curvelo, Pedro Agostinho, Luís Barroso                       | 39,61    | Q     |
| 4    | Meksyk            | Herman Adam, Eduardo Nava, Antonio Ruíz, Miguel Elizondo                             | 40,31    |       |
| 5    | Benin             | Fortune Ogouchi, Patrice Mahoulikponto, Dossou Vignissy, Issa Alassane-Ousséni       | 41,52    |       |
| 6    | Bangladesz        | Mohamed Shah Alam, Shahanuddin Choudhury, Mohamed Hossain Milzer, Mohamed Shah Jalal | 41,78    |       |
| –    | Stany Zjednoczone | Dennis Mitchell, Albert Robinson, Calvin Smith, Lee McNeill                          | DSQ      |       |

### Półfinały
Rozegrano dwa biegi. Do finału awansowały po cztery najlepsze sztafety w każdym biegu (Q).

#### Bieg 1
| Poz. | Państwo          | Zawodnicy                                                                      | Rezultat | Uwagi |
| ---- | ---------------- | ------------------------------------------------------------------------------ | -------- | ----- |
| 1    | Francja          | Bruno Marie-Rose, Daniel Sangouma, Gilles Quénéhervé, Max Morinière            | 38,49    | Q     |
| 2    | Wielka Brytania  | Elliot Bunney, John Regis, Mike McFarlane, Linford Christie                    | 38,52    | Q,    |
| 3    | Jamajka          | Christopher Faulknor, Greg Meghoo, Clive Wright, John Mair                     | 38,75    | Q     |
| 4    | RFN              | Fritz Heer, Christian Haas, Peter Klein, Dirk Schweisfurth                     | 38,75    | Q     |
| 5    | Japonia          | Shinji Aoto, Kenji Yamauchi, Koji Kurihara, Susumu Takano                      | 38,90    | [ 4 ] |
| 6    | Nigeria          | Victor Edet, Olapade Adeniken, Iziaq Adeyanju, Olatunji Olobia                 | 39,05    |       |
| 7    | Korea Południowa | Seong Nak-gun, Sim Deok-seop, Kim Bok-seop, Jang Jae-keun                      | 39,43    |       |
| 8    | Katar            | Rashid Sheban Marzouk, Faraj Saad Marzouk, Saad Muftah Al-Kuwari, Talal Mansur | 41,19    |       |

#### Bieg 2
| Poz. | Państwo    | Zawodnicy                                                         | Rezultat | Uwagi |
| ---- | ---------- | ----------------------------------------------------------------- | -------- | ----- |
| 1    | ZSRR       | Wiktor Bryzhin, Władimir Kryłow, Władimir Murawjow, Witalij Sawin | 38,55    | Q     |
| 2    | Włochy     | Ezio Madonia, Sandro Floris, Pierfrancesco Pavoni, Stefano Tilli  | 38,65    | Q     |
| 3    | Węgry      | György Bakos, László Karaffa, István Tatár, Attila Kovács         | 38,84    | Q     |
| 4    | Kanada     | Andrew Mowatt, Atlee Mahorn, Desai Williams, Brian Morrison       | 38,94    | Q     |
| 5    | Ghana      | John Myles-Mills, Eric Akogyiram, Salaam Gariba, Nelson Boateng   | 39,46    |       |
| 6    | Kenia      | Elkana Nyangau, Kennedy Ondiek, Simeon Kipkemboi, Peter Wekesa    | 39,47    |       |
| –    | Portugalia | Arnaldo Abrantes, Pedro Curvelo, Pedro Agostinho, Luís Barroso    | DSQ      |       |
| –    | Chiny      | Li Tao, Cai Jianming, Li Feng, Zheng Chen                         | DNF      |       |

### Finał
| Poz. | Państwo         | Zawodnicy                                                           | Rezultat | Uwagi |
| ---- | --------------- | ------------------------------------------------------------------- | -------- | ----- |
| 1    | ZSRR            | Wiktor Bryzhin, Władimir Kryłow, Władimir Murawjow, Witalij Sawin   | 38,19    |       |
| 2    | Wielka Brytania | Elliot Bunney, John Regis, Mike McFarlane, Linford Christie         | 38,28    | [ 3 ] |
| 3    | Francja         | Bruno Marie-Rose, Daniel Sangouma, Gilles Quénéhervé, Max Morinière | 38,40    | [ 5 ] |
| 4    | Jamajka         | Christopher Faulknor, Greg Meghoo, Clive Wright, John Mair          | 38,47    |       |
| 5    | Włochy          | Ezio Madonia, Sandro Floris, Pierfrancesco Pavoni, Stefano Tilli    | 38,54    |       |
| 6    | RFN             | Fritz Heer, Christian Haas, Peter Klein, Dirk Schweisfurth          | 38,55    |       |
| 7    | Kanada          | Desai Williams, Atlee Mahorn, Cyprian Enweani, Brian Morrison       | 38,93    |       |
| 8    | Węgry           | György Bakos, László Karaffa, István Tatár, Attila Kovács           | 39,19    |       |